# Osternienburger HC
Der Osternienburger HC Schwarz-Weiß ist ein Hockeyverein aus dem sechs Kilometer von Köthen entfernten etwa 1600 Einwohner zählenden Osternienburg in Sachsen-Anhalt. Mit 155 DDR-Meistertiteln in allen Altersklassen war der am 1. September 1950 auf Initiative von Ernst Messinger zunächst bei der Betriebssportgemeinschaft (BSG) Chemie Osternienburg gegründete Verein kurze Zeit später unter dem Namen BSG Traktor Osternienburg der erfolgreichste der DDR.

## Geschichte
Bereits 1956 gewann die männliche Jugend von Traktor Osternienburg die DDR-Meisterschaft im Hallenhockey. Der Aufstieg des heute etwa 200 Mitglieder zählenden Clubs begann ein Jahr nach den Olympischen Spielen 1968, als Hockey aufgrund des Leistungssportbeschlusses des DDR-Politbüros vom 8. April 1969 von den DDR-Sportfunktionären von der Liste der zu fördernden Sportarten gestrichen wurde und man somit die Hockeysektionen der Sportclubs in Leipzig, Jena, Erfurt und Magdeburg auflöste, wohin vorher die besten Spieler delegiert wurden. Auch das 1969 kurzzeitig ins Leben gerufene Hockey-Leistungszentrum Osternienburg musste die Tätigkeit beenden. Osternienburg wurde jedoch in der Folge zum Hockeyschwerpunkt des Deutschen Hockey-Sportverbandes (DHSV) ernannt. Die Osternienburger Herren errangen insgesamt 34 DDR-Hockeymeister Titel, davon 19 in der Halle und 15 auf dem Feld. Die Damen erkämpften 23, elf auf dem Feld und zwölf in der Halle. Osternienburg stellte 20 Jahre lang bis zur Wende das Gros der DDR-Nationalspieler. 26 Herren und 21 Damen wurden in die DDR-Auswahl berufen, die nach 1968 an keinen internationalen Meisterschaften mehr teilnehmen durfte und nur in Freundschaftsturnieren und Länderspielen auf internationale Konkurrenz traf.
Auf der Hockeyanlage in Osternienburg wurden in der Zeit von 1980 bis 1989 sechs offizielle Hockey-Länderspiele der Herren-Nationalmannschaft und drei Länderspiele der Damen-Nationalmannschaft der DDR ausgetragen. Gegner der Herren waren die Nationalteams der CSSR, UdSSR und am 5. September 1986 der 8-fache Olympiasieger Indien. Auf dem damaligen Osternienburger Hockey-Naturrasenplatz gewann die DDR gegen die indische Hockeynationalmannschaft der Männer 3:0. Die Hockey-Damen der DDR spielten gegen die Nationalmannschaften der UdSSR und Polen. In allen Spielen kamen Osternienburger Nationalspieler bzw. Nationalspielerinnen zum Einsatz. Im Jahre 2001 trafen in Osternienburg die deutsche Hockeynationalmannschaft und die malaysische Hockeynationalmannschaft der Herren aufeinander (1:0).
Am 4. Juni 1990 gewann das Osternienburger Herren-Team die Men’s EuroHockey Club Trophy I in Amiens (Frankreich).
Kurz vor der Wende erhielt der Verein am 16. August 1990 seinen jetzigen Namen „Osternienburger HC Schwarz-Weiß e. V.“
Der größte Erfolg nach der deutschen Wiedervereinigung war der 3. Platz der weiblichen Jugend B bei der deutschen Meisterschaft im Hallenhockey 2006.
Seit dem Jahr 2000 besitzt der Osternienburger HC einen modernen Hockey-Kunstrasenplatz für die Feldhockeyspiele.
Die Hallenhockeyspiele werden in der nach dem Gründer des Osternienburger Hockeysport benannten Ernst-Messinger-Sporthalle ausgetragen.
Auf dem Feld und in der Halle spielen die Osternienburger Herren in der Regionalliga Ost. Von 2020/21 bis 2023/24 war die Mannschaft in der 2. Bundesliga. Zuvor gehörten die Herren 19 Jahre der 1. Bundesliga im Hallenhockey an. Die Osternienburger Damen waren im Hallenhockey seit  2011  zwölf Mal in der 1. Bundesliga vertreten. Gegenwärtig spielen sie im Hallenhockey in der 2. Bundesliga und im Feldhockey in der Mitteldeutschen Oberliga.

## DDR-Nationalspieler und Nationalspielerinnen des OHC
| Herren            | Zeitraum | Anzahl Spiele | Damen             | Zeitraum | Anzahl Spiele |
| ----------------- | -------- | ------------- | ----------------- | -------- | ------------- |
| Dieter Schmidt    | 1969–73  | 13            | Birgit Fischer    | 1981–82  | 4             |
| Heinrich Schmidt  | 1969–82  | 68            | Karin Gröger      | 1970–82  | 38            |
| Gerhard Zein      | 1969–87  | 111           | Gudrun Bahn       | 1970–90  | 71            |
| Franz Berger      | 1970–73  | 24            | Adelgunde Lösch   | 1970–90  | 108           |
| Berthold Höhne    | 1972–84  | 91            | Sigrun Bahn       | 1978     | 1             |
| Detlef Bahn       | 1973–90  | 110           | Edith Massag      | 1981–82  | 4             |
| Peter Roth        | 1974–90  | 100           | Angelika Chwoika  | 1976–81  | 19            |
| Lothar Berger     | 1974–90  | 131           | Heidrun Klukowski | 1975–78  | 8             |
| Klaus Kobert      | 1975–78  | 23            | Ilona Schmidt     | 1975–78  | 5             |
| Frank Henschke    | 1978–87  | 12            | Cornelia Dubicki  | 1975–77  | 4             |
| Gerald Schweitzer | 1979–83  | 4             | Carmen Henschke   | 1977–80  | 7             |
| Uwe Marquardt     | 1980     | 4             | Antje Birgit Mann | 1978–85  | 38            |
| Michael Beran     | 1981–89  | 60            | Simone Kopper     | 1980–81  | 8             |
| Gerhard Locker    | 1983     | 4             | Grit Mourek       | 1982–88  | 34            |
| Bernhard Liehr    | 1984–90  | 18            | Christine Taday   | 1981–88  | 19            |
| Andreas Dolge     | 1987–90  | 23            | Susan Panhans     | 1983–87  | 21            |
| Detlef Mourek     | 1987–90  | 18            | Iris Weis         | 1983–88  | 22            |
| Horst Grube       | 1988     | 2             | Arlette Jungk     | 1987–88  | 4             |
| Frank Dolge       | 1989–90  | 7             | Annett Wissel     | 1987–88  | 12            |
| Helmut Neumann    | 1989–90  | 5             | Birgit Berger     | 1972–74  | 4             |
| Dietmar Ebert     | 1990     | 3             | Ursula Greunke    | 1970–75  | 5             |
| Thomas Mettchen   | 1990     | 1             |                   |          |               |
| Daniel Reinbothe  | 1990     | 3             |                   |          |               |
| Tino Scholl       | 1990     | 3             |                   |          |               |

 Klaus Kintscher und Eberhard Tippelt spielten 1969 ebenfalls für Osternienburg in der Nationalmannschaft und wechselten danach nach Köthen bzw. Leuna.